# Psychanalyse en France
Cet article fournit diverses informations sur la psychanalyse en France.

## Chronologie
- 1900 : Parution en langue originale de L'Interprétation du rêve (Die Traumdeutung) de Sigmund Freud.
- 1912 : correspondance d'Angelo Hesnard avec Freud.
- 1913 : René Laforgue découvre l'ouvrage de Freud sur les rêves, il fait sa thèse sur la schizophrénie du point de vue psychanalytique, puis fait une brève analyse avec Eugénie Sokolnicka.
- 1913 : Angelo Hesnard et Emmanuel Régis publient La Psycho-analyse des Névroses et des Psychoses.
- 1920 : Eugénie Sokolnicka s'installe à Paris comme psychanalyste. L'écrivain Paul Bourget lui fait rencontrer le professeur Georges Heuyer.
- 1920 : Henri Piéron fonde l'Institut de psychologie.

- 1926:

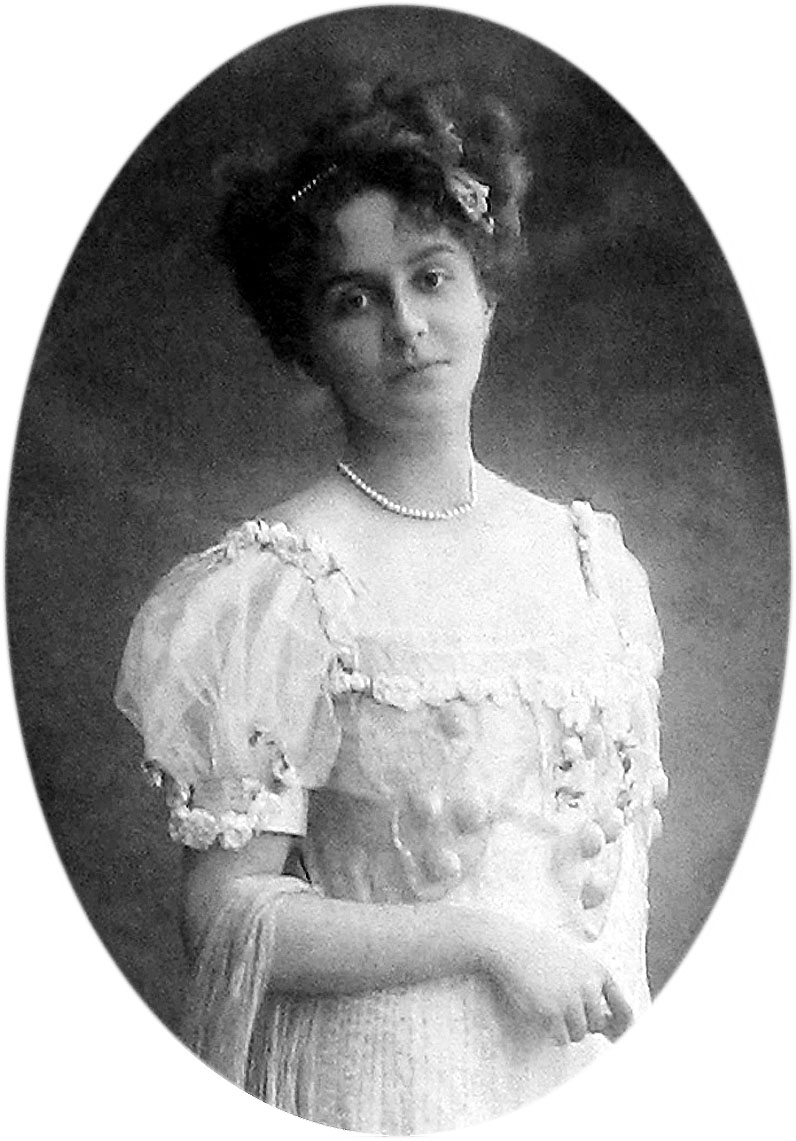
Marie Bonaparte, cofondatrice de la première société de psychanalyse en France

  - Fondation de la Société psychanalytique de Paris, grâce notamment au soutien de la psychanalyste Marie Bonaparte qui en est la mécène.
- 1938 : 1er août, le XVe congrès international de psychanalyse se tient à Paris, marqué par des dissensions vives entre Européens et Américains à propos de l'exercice de la psychanalyse par des non-médecins.
- 1950 : fondation du Syndicat national des médecins psychanalystes.
- 1952 : Elsa Breuer, membre de la SPP, subit un procès pour exercice illégal de la médecine.
- 1953 : 
  - Daniel Lagache et Jacques Lacan quittent la SPP et fondent la Société française de psychanalyse (SFP).
- 1964 :
  - Disparition de fait de la Société française de psychanalyse[1]
  - Création de l'Association psychanalytique de France (APF)
  - Création de l'École freudienne de Paris
- 1969 : fondation du Quatrième Groupe.
- 1980:
  - Dissolution de l'École freudienne de Paris par Lacan.
  - 1981: mort de Jacques Lacan.
- 1982: fondation du Centre de formation et de recherches psychanalytiques (CFRP)
- 1990 : un arrêt définit la psychanalyse comme profession libérale non réglementée.
- 1994 : 
  - Dissolution du CFRP
  - Fondation de l'Espace analytique par Maud Mannoni
  - Fondation de la Société de psychanalyse freudienne par Patrick Guyomard
- 2005 : création de la Société psychanalytique de recherche et de formation troisième société française affiliée à l'Association psychanalytique internationale (API).

## Histoire
La « germanophobie » ambiante dès 1870 et le rôle de Pierre Janet, à l'époque très présent dans les universités, a sans doute joué un rôle dans le « freinage » de la diffusion des œuvres de Sigmund Freud.
En France, en 1911, Franz Hessel fait découvrir à Pierre Roché L'Interprétation des rêves en langue allemande, dont les idées sont discutées, avec celles de Charcot et Weininger, dans le milieu de l'avant-garde artistique du Montparnasse de la Belle Époque qui gravite autour d'Apollinaire et Marie Laurencin. La même année, le Dr Morichau-Beauchant, professeur de médecine à Poitiers, écrit un premier texte sur la psychanalyse  dans la Gazette des hôpitaux militaires, parallèlement à une correspondance amicale avec Freud et des liens avec Ferenczi, Jung et Jones. En 1914, Emmanuel Régis (1855-1918) et son assistant Angelo Hesnard publient un livre considéré comme le premier manuel français de psychanalyse. 
L'antisémitisme prendra ensuite la place de l'antigermanisme, à propos de Freud, Hesnard le voit éloigné de l'«esprit français», avec Laforgue il souhaitera que la psychanalyse de Freud soit soumise « à l'esprit latin de mesure »[réf. souhaitée].
Les critiques des philosophes comme Henri Delacroix qui en 1923 dénonce une méthode : « périlleuse à force d'être subtile et qui fait songer par moments à la virtuosité des oniromanciens grecs ». Un autre n'y voit rien qui corresponde à une loi scientifique (1924). Léon Daudet, dans L'Action française, parle quant à lui d'un « bobard dangereux » et en appelle à Mussolini pour « répondre à tout ce qui vient de la Bochie ». Paul Mathies le présente comme un « savant boche », le Dr Émile Adam souhaite en 1923 qu'on n'oublie pas de se préoccuper de la « psychologie du catholicisme », André Savoret écrit de son côté que les psychanalystes ont la volonté de nuire et qu'elle est "d'origine luciférienne".
En 1920 Eugénie Sokolnicka s'installe en France comme psychanalyste, elle est engagée comme consultante par le professeur Henri Claude[Où ?]. Pendant la Première Guerre mondiale André Breton, étudiant interne en neuropsychiatrie, se passionne pour les idées de Freud qu'il découvre dans les ouvrages des Français Emmanuel Régis et Angelo Hesnard. Une pièce de théâtre de Henri-René Lenormand met en scène les idées psychanalytiques, les médecins René Allendy, René Laforgue et Eugène Minkowski s'y réfèrent explicitement. Les groupes qui créent la Revue française de psychanalyse et l'Évolution psychiatrique diffusent les idées de Freud, chacun à leur manière. Marie Bonaparte exerce une influence décisive sur la transmission des écrits de Freud en France et impulse la création de la Société psychanalytique de Paris. C'est en 1934 qu'est créé l'Institut de psychanalyse qui, à l'instar de la Polyclinique psychanalytique de Berlin, devait permettre la formation théorique et clinique des candidats.

## La Seconde Guerre mondiale et l'occupation
Certains psychanalystes tels René Laforgue, Angelo Hesnard et Georges Mauco collaborèrent avec les autorités de Vichy. Georges Parcheminey gère un département psychanalytique de l'hôpital Sainte-Anne et John Leuba consulte tout comme Philippe Marette, frère de Françoise Dolto.
Sophie Morgenstern se suicide à l'arrivée de l'armée nazie en juin 1940, Daniel Lagache et Jacques Lacan rejoignent la Zone libre.
Les hôpitaux psychiatriques, institutions et asiles ont un taux de décès massif.
Jean Bergeret, Serge Lebovici, André Lévy, Paul Schiff, et Sacha Nacht rejoignent la Résistance,. Des psychanalystes résistants, avec l'apport de François Tosquelles, participent à la mise en œuvre de la psychiatrie de secteur en réaction au délabrement général des institutions asilaires, pour certaines laissées à l'abandon le plus total sans parler de la mort de patients psychiatriques complètement négligés.
Juliette Favez-Boutonier écrit que « Toute existence officielle de la psychanalyse bien entendu, suivant le conseil donné de bouche-à-oreille, est disparue, sans référence à un texte ou une correspondance […] ».

## Depuis 1950
Les activités psychanalytiques reprennent après-guerre, autour de nouvelles personnalités. L'histoire de la psychanalyse en France d'après-guerre est marquée par un renouveau et par des divisions, notamment à propos de la formation des nouveaux analystes, qui font éclater la Société psychanalytique de Paris, à l'issue de trois années de conflits. Trois leaders s'affirment : Sacha Nacht, Daniel Lagache et Jacques Lacan. Daniel Lagache à la tête d'un petit groupe, quitte le premier la Société, le 16 juin 1953 pour créer la Société française de psychanalyse, il est suivi par Jacques Lacan et la moitié des analystes en formation. Cette nouvelle société se trouve, de fait, exclue de l'Association psychanalytique internationale. Sacha Nacht, quant à lui, inaugure le nouvel Institut de psychanalyse de Paris, au sein de la SPP, le 1er juin 1954. La place prise par Jacques Lacan dans la SFP produit à son tour des dissensions, et place la SFP en porte-à-faux à l'égard de l'API, lorsque la SFP négocie sa réadmission dans le mouvement international. L'API pose comme conditions, lors de son XXIIe congrès international à Édimbourg (1961) que la SFP s'engage à « respecter les normes de l'analyse didactique et de la formation des élèves ». Malgré l'action diplomatique de « la troïka », les analystes, Wladimir Granoff, Serge Leclaire et François Perrier, Jacques Lacan et Françoise Dolto sont exclus de la liste des didacticiens de la SFP en novembre 1963, ce qui provoque l'éclatement de la SFP : un groupe donna naissance à l'Association psychanalytique de France, dont Daniel Lagache prend la direction et qui réintègre l'Association psychanalytique internationale en 1965.
Jacques Lacan, quant à lui, fonde, le 21 juin 1964, l'École freudienne de Paris, qui constitue jusqu'en 1980, « l'un des pôles spécifiques du mouvement psychanalytique français ».
À partir de 1980, à la suite de la dissolution de l'École freudienne de Paris et de la mort de Jacques Lacan l'année suivante en 1981, de très nombreuses écoles et associations lacaniennes se forment. 
En 2005, création de la Société Psychanalytique de recherche et de Formation (SPRF) par des membres dissidents  du Quatrième Groupe. Elle est reconnue par l'IPA 

Le mouvement psychanalytique en France, entre 1926 et 2006.

## Depuis les années 2000, la question de la psychothérapie
Le vendredi 12 décembre 2003, une réunion en présence du Professeur Jean-François Mattei, alors ministre de la Santé, a eu lieu avec des représentants des principales associations psychanalytiques françaises. D'après le compte-rendu de Claude Landman, elle a été déterminante dans la mesure où elle aura permis 1) « d’exclure sans ambiguïté la psychanalyse du champ des psychothérapies » ; 2) de rendre possible « un changement décisif : passer d’un projet de loi fixant différentes catégories de psychothérapies et réglementant les conditions de leur exercice (l’amendement Accoyer) à une loi qui ne statue que sur les modalités requises pour qu’un praticien puisse se prévaloir du titre de psychothérapeute ». En insistant sur le fait que « les associations de psychanalystes présentes au sein de ce qu’on appelle désormais le groupe de contact » se sont réunies régulièrement depuis pour échanger leurs réflexions sur la question de la psychothérapie, Patrick Guyomard explique que « la psychanalyse [...] jouit en France d’une situation unique au monde » qu'elle doit à son histoire, liée à celle de la psychiatrie et à « sa présence, de multiples façons, dans la culture ». C'est pourquoi il  « parait essentiel que la psychanalyse soit distinguée des psychothérapies », ajoute-t-il. « Elle ne saurait être une psychothérapie parmi d’autres ». 
Depuis les années 2000, un « Groupe de contact » réunit ainsi « la majorité des associations de psychanalystes existant en France »,. Dans la situation présente où des politiques, des règlementations et des mesures administratives menacent l'existence même de la psychanalyse, il a notamment pour vocation d'exprimer l'apport de la psychanalyse et la nécessité de sa présence « dans les champs de la recherche scientifique, dans les pratiques médico-sociales et dans l'espace culturel »,. Il a été créé à l'initiative de Jacques Sédat, son secrétaire, à l'époque du « projet de loi Accoyer » sur la réglementation des psychothérapies. Pour Sédat, le travail des associations représentées au Groupe de contact, les échanges fréquents et les rencontres régulières ont permis d’aboutir à « un résultat peut-être historique : définir la psychanalyse comme discipline spécifique, ayant une place autonome et indépendante de la psychiatrie et de la psychologie ».

## Sociétés d'histoire de la psychanalyse
En 1985, selon Élisabeth Roudinesco, la situation française de la psychanalyse se caractérise aussi par l'ouverture désormais décisive du domaine de l'histoire, l'intérêt pour celle-ci ayant commencé entre 1975 et 1980, en pleine crise des institutions .
Comme les publications ne suffisent plus, deux sociétés d'histoire de la psychanalyse sont créées en France dans les années 1980: la « Société internationale d'histoire de la psychiatrie et de la psychanalyse », créée sous l'impulsion de Jacques Postel et de Michel Collée en 1981 et présidée par René Major, et l'Association internationale d'histoire de la psychanalyse, fondée en juin 1985 par Alain de Mijolla. Elles récoltent des archives, organisent des colloques et favorisent des travaux en histoire de la psychanalyse. Roudinesco considère que sous la présidence de René Major, la « Société internationale d'histoire de la psychiatrie et de la psychanalyse » offre « un visage libéral et autonome face aux différents empires ». L'« Association internationale d'histoire de la psychanalyse » (AIHP), dont le président, Alain de Mijolla, est membre de la SPP, n'est pas certes sans présenter également, dans le contexte de l'après-lacanisme, une « façade d'autonomie », en recrutant des membres « qui n'appartiennent pas à l'empire ». Tout en lui restant cependant complètement inféodé, commente Roudinesco pour qui « l'empire », c'est l'IPA / API. Et l'historienne — Élisabeth Roudinesco succédera en 2007 à René Major à la présidence de la « Société internationale d'histoire de la psychiatrie et de la psychanalyse » — de citer ici, en 1994, le président de l'« Association internationale d'histoire de la psychanalyse » Alain de Mijolla déclarant en 1986 dans la Lettre d'information de l'Association psychanalytique internationale que même si l'AIHP « ne souhaite pas émaner directement de l'API (pas plus que de tout autre groupe » afin de pouvoir recruter des historiens « de toutes tendances et de toutes formations », l'association souhaite « néanmoins établir une relation privilégiée et durable avec l'API » qui « continue de faire l'Histoire de la Psychanalyse, qu'elle symbolise dans le monde ainsi que l'a prouvé le congrès de Hambourg »,.

## Psychanalystes français

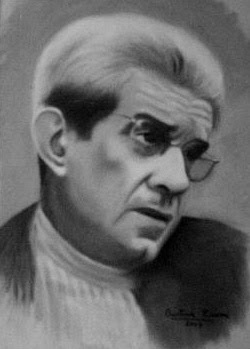
Jacques Lacan

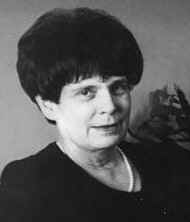
Maud Mannoni

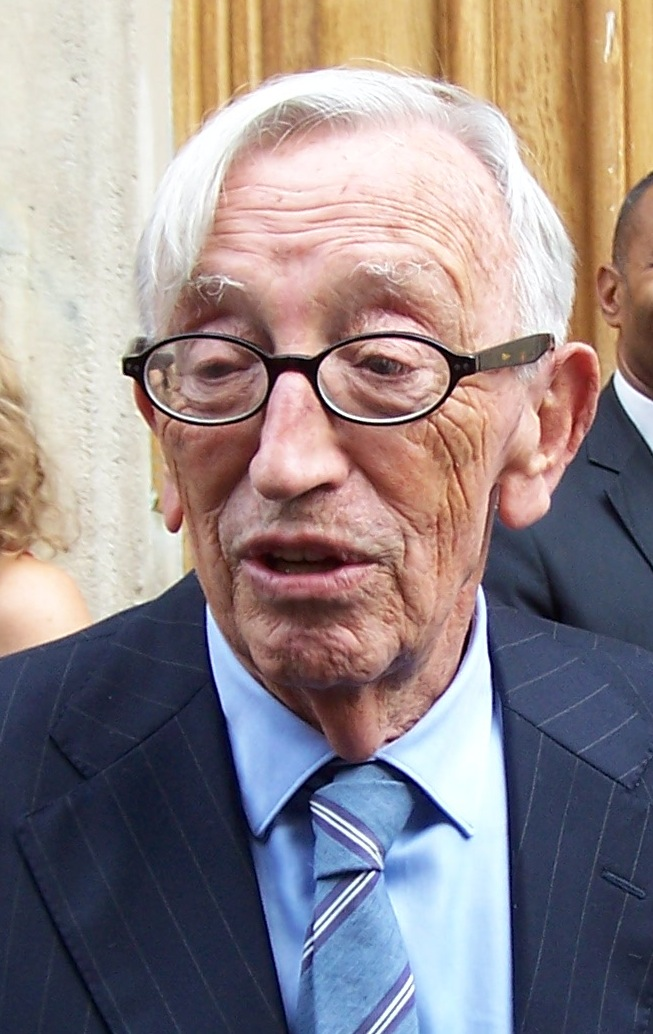
J.-B. Pontalis